# 林昌寺 (長野県木曽町)
林昌寺（りんしょうじ）は、長野県木曽郡木曽町日義原野にある臨済宗妙心寺派の寺院。山号は法泉山。木曾西国三十三観音霊場九番。

## 歴史
久寿年間(1154～1156年)、源義仲の乳母父である中原兼遠が真言宗の寺院として創建したと伝わる。当時は洗林寺と称し、その後は高野山にある地蔵院の末寺となったとされる。
中原兼遠は仏門に入り、圓光と称し、源義仲が挙兵後の養和元年(1181年)に没した。
その後、頽廃が久しく殆ど廃絶するところまでに至ったが、
慶安2年(1649年)、木曾代官の山村良豐と、北傳の尽力によって、法泉山 林昌寺に山号と寺号を改め、臨済宗妙心寺派の寺院として再興した。
六世の智玄の代に、庄屋の征矢野太右衛門、組頭の与市、棟梁は太吉によって、
宝暦3年(1753年)9月から1年の歳月を費やして再建工事が行われ、
宝暦4年(1754年)9月4日に完成した。
本尊の釈迦如来座像は、釈迦十大弟子の迦葉と阿難を脇侍としているところが珍しい。
墓地に中原兼遠の墓と伝わる石塔と、山門脇には高遠石工の守屋貞治の作とされる法羅陀山地蔵大菩薩石造がある。

## 境内

### 本堂
宝暦4年(1754年)9月4日再建。本尊:釈迦如来　間口6間　奥行7間半　坪数45坪

### 庫裏
宝暦4年(1754年)9月4日再建。間口6間　坪数47坪7合5勺　

### 観音堂
建築年代は不詳。本尊:準堤観世音菩薩　間口2間半　奥行2間半　坪数6坪2合5勺

### 薬師堂
宝暦4年(1754年)9月4日再建。本尊:薬師如来　間口1間半　奥行1間半　坪数2坪2合5勺

## 寺宝
今井兼平の館址から出土した中世のものと思われる「宝相花」と呼ばれる模様がある内耳鍋(鉄鍋)などがある。

## 関連リンク
- 法泉山　林昌寺
- 釈迦如来座像及び脇侍立像　長野県木曽町公式サイト